# Championnat d'Amérique du Sud masculin de volley-ball des moins de 21 ans 2010
Navigation
Édition précédente
Le 20e championnat d'Amérique du Sud masculin de volley-ball des moins de 21 ans s'est déroulé en 2010 à Santiago du Chili, Chili.